# Cressy Road
Die Cressy Road ist eine Fernstraße im Zentrum des australischen Bundesstaates Tasmanien. Sie verbindet die Poatina Road (B51) südlich von Cressy mit der Illawarra Main Road (B52) in Longford.

## Verlauf
Die Straße beginnt ca. 12 km südlich von Cressy als Fortsetzung der Macquarie Road (C522) nach Norden. Ca. 2 km weiter nördlich mündet von Westen die Poatina Road ein und die Cressy Road übernimmt deren alphanumerische Bezeichnung B51. Anschließend verläuft sie weiter nach Norden, vorbei an der Einmündung der Powranna Road (B53) von Osten und durch Cressy bis nach Longford, wo sie auf die Illawarra Main Road trifft.